# Ibrahim Nomao
Ibrahim Nomao (* 1963 in Mouléla; auch Ibrahim Nomaou) ist ein nigrischer Politiker und Manager.

## Leben
Ibrahim Nomao besuchte ab 1970 die Grundschule in seinem Geburtsort Mouléla und ab 1975 das Collège in Tahoua. Er ging von 1981 bis 1983 auf das Lycée Technique Dan Kassaoua in Maradi, wo er das Baccalauréat ablegte. Danach studierte er in der Sowjetunion, zunächst am Polytechnischen Institut in Charkiw und schließlich am Institut für elektrischen Maschinenbau in Saporischschja, das er 1990 als Ingenieur für Elektrotechnik verließ. Nach anderen beruflichen Stationen wirkte er von 1994 bis 1999 als Mathematiklehrer an verschiedenen Lyzeen in Niamey.
Nomao engagierte sich politisch in der Nigrischen Partei für Demokratie und Sozialismus (PNDS-Tarayya). Er leitete lange Zeit die Jugendorganisation der Partei und wurde Mitglied von deren nationalem Exekutivbüro. Ibrahim Nomao ließ sich bei den Parlamentswahlen von 1995 als Ersatzmann aufstellen. Bei den Parlamentswahlen von 1999 wurde er als Abgeordneter in die Nationalversammlung gewählt. Er war im interparlamentarischen Komité der UEMOA sowie als Wahlbeobachter für die UEMOA und die CEDEAO tätig. Nomao arbeitete ab 2011 als Berater für Staatspräsident Mahamadou Issoufou (PNDS-Tarayya). Issoufou berief ihn 2013 als Infrastrukturminister in der Regierung, der er bis 2016 angehörte. Noch im selben Jahr wurde Ibrahim Nomao Generaldirektor des staatlichen Erdölunternehmens Société Nigérienne des Produits Pétroliers (SONIDEP).

## Ehrungen
- Kommandeur des Nationalordens Nigers[3]
- Kommandeur des Verdienstordens Nigers[1]